# Trmbas
Trmbas (cyr. Трмбас) – wieś w Serbii, w okręgu szumadijskim, w mieście Kragujevac. W 2011 roku liczyła 814 mieszkańców.